# Aulocystidae
Aulocystidae é uma família de esponjas marinhas da ordem Lychniscosida.

## Gêneros
- Lychnocystis Reiswig, 2002
- Neoaulocystis Zhuravleva, 1962